# 足立尚計
足立 尚計（あだち しょうけい、本名：角鹿 尚計（つのが なおかづ）、1960年6月30日- ）は、日本の歴史学者、神道学者、歌人、エッセイスト、神職。福井県立大学客員教授。福井市立郷土歴史博物館元館長（第17代）、博士（文学）学位請求論文「古代氏族とその祭祀の研究-越前地方を中心に-」。日本文藝家協会・現代歌人協会・日本ペンクラブ・日本歌人クラブ会員。明治維新防長殉難者顕彰会会員、白鷺舎（松平春嶽・橋本左内の顕彰・研究の会=雀部なぎさ代表・東山成江副代表）顧問。『短歌人』同人。福島泰樹に師事。氣比神社(福井県越前町気比庄)他兼務9社の宮司を勤める。大阪市天王寺生まれ（実家の先祖は山口県萩市出身、現本籍福井県）。

## 略歴
- 1983年 - 皇學館大学文学部国史学科卒業。福井市立郷土歴史博物館学芸員
- 2002年 - 角鹿国造家（旧万性院家）を継承し、氣比神社（丹生郡旧朝日町=現越前町気比庄鎮座）宮司に就任
- 2009年 - 福井市立郷土歴史博物館主任・学芸員
- 2013年 - 福井市立郷土歴史博物館副館長（学芸員・副参事級）
- 2015年 - 福井市立郷土歴史博物館長（学芸員・参事級）
- 2018年 - 福井市立郷土歴史博物館長（学芸員・副理事級）
- 2020年 - 博士（文学）皇學館大学
- 2020年 - 福井市立郷土歴史博物館長（学芸員・理事級）
- 2021年 - 福井県立大学客員教授

## 著書

### 単著
- 『知られざる福井の先人たち』(フェニックス出版 1992年)
- 『ふくい女性風土記』(中日新聞本社 1996年)
- 『風の俤(おもかげ)-ふくいの客人(まれびと)たち-』(能登印刷出版部 2001年)
- 『ことばの動物史』(明治書院 2003年)
- 『由利公正 万機公論に決し、私に論ずるなかれ』（ミネルヴァ書房・ミネルヴァ日本評伝選 2018年）
- 『日本古代氏族の祭祀と文献』（岩田書院 2021年）
- 『橋本左内 人間自ら適用の士あり』（ミネルヴァ書房・ミネルヴァ日本評伝選 2023年）
- 『評伝 橘曙覧　名利を求めず心豊かに生きた市井の歌人』（ミネルヴァ書房・人と文化の探究 2024年）

### 歌集
- 『予言の鳥』(沖積舎 1996年)
- 『ゴッドハンド』(新風舎　2003年)
- 『サルペドンの風斬る朝(あした)に』(六花書林 2009年)

### 主要展示会図録
- 『福井の肖像画』（1994年）・『続 福井の肖像画』（1995年）
- 『天下のこと成就せり -福井藩と坂本龍馬-』（2004年）
- 『柴田勝家 -北庄に掛けた夢とプライド-』（2006年）
- 『古典が語る継体天皇』（2007年）
- 『越前山縣家と武田信玄』（2007年）
- 『橋本左内と弟綱常』（2008年）
- 『松平春嶽をめぐる人々』（2008年）
- 『橋本左内と安政の大獄』（2009年）
- 『大奥』(2009年=移転開館5周年記念特別展)
- 『藤島神社の宝物』（2010年）
- 『古代越前の文字』（2012年）
- 『合戦 -生き残れ未来（あす）のために-』（2014年）

### 共著
- 『わたしの橘曙覧論と平成独楽吟』(NHK福井放送局・福井新聞社 1996年)
- 『ふくい女性の歴史』(福井県 1996年)
- 『福井市史』通史編1 古代・中世 (福井市 2008年)
- 『真宗山元派本山 證誠寺史』(本山 證誠寺 2007年)
- 『松平家の謎』(新人物往来社 2010年)
- 『瑞源寺と松平吉品』(高照山 瑞源寺 2011年)

### 訳注
- (橘曙覧)『独楽吟 ひとりたのしめるうた』(福井市 1996年)
- (橋本左内)『やさしい啓発録』(福井市立郷土歴史博物館 2005年)
- (日本書紀口語訳)『継体天皇物語』(福井市立郷土歴史博物館 2008年)
- (松平春嶽)『逸事史補』(福井県ブランド営業課 2011年)